# Сямпок
Сямпо́к (рос. Сямпок) — річка в Удмуртії (Увинський район), Росія, права притока Каркалайки.
Річка починається на північно-східній околиці села Подмой. Тече спочатку на південний захід, потім повертає на південний схід, у нижній течії плавно повертає на схід. Впадає до Каркалайки у середній її течії. Приймає декілька правих дрібних приток. Річище на всьому протязі має заліснені береги, у нижній та середній течіях заболочене.
Над річкою розташовано село Подмой, нижче якого на річці збудовано ставок.
| Річка | Це незавершена стаття про річку. Ви можете допомогти проєкту, виправивши або дописавши її. |